# Ледис Берри Классик Шер
Ледис Берри Классик Шер (фр. Ladies Berry Classic's Cher) — шоссейная однодневная велогонка, проходившая по территории Франции с 2004 по 2010 год.

## История
На протяжении всей своей истории гонка проходила в рамках национального календаря. С 2006 по 2010 год за исключением 2008 года входила в календарь женского Кубка Франции.
Проводилась в первой половине апреля до или после другой гонки Ледис Берри Классик Эндр.
Маршрут гонки проходил в департаменте Шер исторической провинции Берри. Протяжённость дистанции была в районе 110 км.

## Призёры
| Год  | Победитель            | Второй           | Третий          |
| ---- | --------------------- | ---------------- | --------------- |
| 2004 | Элоди Тюффе           | Эмманюэль Мерло  | Беатрис Тома    |
| 2005 | Джорджа Бронцини      | Тэмми Бойд       | Lien Verhaeghe  |
| 2006 | Лисбет Де Вохт        | Александра Ранну | Лоренс Лебуше   |
| 2007 | Орели Хальбвакс       | Марина Жонатр    | Беатрис Тома    |
| 2008 | Беатрис Тома          | Фанни Риберо     | Жюли Дерюэль    |
| 2009 | Карин Готар-Руссель   | Марина Жонатр    | Жюли Красняк    |
| 2010 | Кристель Феррье-Брюно | Джули Беверидж   | Кристине Маерус |